# بلیوار، استرالیای جنوبی
بلیوار (به انگلیسی: Bolivar) یک حومه شهر در استرالیا است که در استرالیای جنوبی واقع شده‌است.